# Galium debile
Gaillet faible, Gaillet chétif
Espèce
Statut de conservation UICN

 LC  : Préoccupation mineure
Le Gaillet faible ou Gaillet chétif (Galium debile) est une espèce de plantes vivaces de la famille des Rubiacées.